# 黄允宝
黄 允宝（朝鮮語: 황윤보）は、朝鮮氏族の懐徳黄氏の始祖である。高麗のときに知文成府事と刑部尚書を務め、佐命功臣に任じられた。
先祖は、中国後漢の官僚の黄洛であり、光武帝の建武4年（28年）に使臣として交阯郡に赴く途中に海上で遭難し新羅に漂着・帰化した。